# Kondenserede stoffers fysik
Kondenserede stoffers fysik (også kaldet fysik af kondenserede stoffer eller faststoffysik; engelsk: condensed matter physics) er studiet af fysiske stoffer, hvilket inkluderer alle materialer. Det er det største forskningsområde inden for fysik og kan ses som en del af den tværfaglige materialevidenskab. Fysiske egenskaber af interesse tæller bl.a. ledningsevne, elasticitet og faseovergange. Kondenserede stoffer kan deles op i hårde materialer (hard matter) såsom metaller og bløde materialer (soft matter) såsom polymerer.

## Definition
Afhængig af kilden er der forskellige definitioner på, hvad kondenserede stoffers fysik er. I kurset Kondenserede stoffers fysik på Syddansk Universitet bruges statistisk mekanik og kvantemekanik til at beskrive og forudsige krystallinske materialers egenskaber, men også bløde stoffer såsom kolloider og flydende krystaller. En lignende definition bruger det online leksikon Lex og nævner yderligere elektrongasser og heterostrukturer. Lex sætter begrebet lig med faststoffysik. Det videnskabelige tidsskrift Nature skriver, at emnet dækker faststof inkl. amorfe stoffer såsom glas. Ifølge University of Kansas hører væsker og mere eksotiske tilstandsformer såsom Bose-Einstein-kondensater også inde under kondenserede stoffers fysik. Denne brede definitions bakkes op af forlaget Springer.
I denne artikel anvendes den bredeste definition, og faststoffysik er derfor en underkategori.

## Historie
Kondenserede stoffer opstod for alvor som selvstændig disciplin efter 2. Verdenskrig i takt med at flere og flere fysikere arbejdede for virksomheder i industrien.